# Oklahoma City Spirit
San Francisco Bay Blackhawks is een voormalige Amerikaanse voetbalclub uit Oklahoma City, Oklahoma. De club werd opgericht in 1990 en opgeheven in 1992.

## Erelijst
- Lone Star Soccer Alliance

Winnaar (1): 1990